# Pozziella neuhausi
Pozziella neuhausi är en svampdjursart som beskrevs av Díaz-Agras 2008. Pozziella neuhausi ingår i släktet Pozziella, och familjen Hamacanthidae. Inga underarter finns listade i Catalogue of Life.